# Scaptomyza maculifera
Scaptomyza maculifera är en tvåvingeart som beskrevs av Becker 1919. Scaptomyza maculifera ingår i släktet Scaptomyza och familjen daggflugor. Inga underarter finns listade i Catalogue of Life.